# كيت مارسدن
كيت مارسدن (بالانجليزية: Kate Marsden) (13 مايو عام 1859 - 26 مايو عام 1931)، مبشرة بريطانية ومستكشفة وكاتبة وممرضة. بدعم من الملكة فيكتوريا والإمبراطورة ماريا فيودوروفنا، حققت في علاج لمرض الجذام. انطلقت في رحلة ذهابًا وإيابًا من موسكو إلى سيبيريا لإيجاد علاج وإنشاء مركز لعلاج الجذام في سيبيريا. ثم عادت إلى إنجلترا وساعدت في تأسيس متحف بيكسهيل، لكنها اضطرت إلى التقاعد كوصي. خضعت مارسدن للتحقيق في الشؤون المالية لرحلتها وكذلك دوافعها وراء ذلك. ومع ذلك، تم انتخابها زميلة في الجمعية الجغرافية المَلَكية. لديها ماسة كبيرة سميت باسمها والتي ما يزال يتم الاحتفال بها في سيبيريا، حيث أقيم نصب تذكاري كبير في قرية سوسنوفكا في عام 2014.

## اهتمامها بمرض الجذام
أُنشأ مستشفى ويلينغتون بدايةً لرعاية السكان الماوريين المحليين. أبلغت مارسدن لاحقًا أنها تعتني بمرضى الجذام في نيوزيلندا - لكن على الرغم من وجود مرض مماثل، لم يكن المرض شائعًا بين الشعب الماوري.
واصلت مارسدن العمل كممرضة أثناء زيارتها للمرضى، لكنها أرادت الرحيل إلى المستعمرات البريطانية لعلاج الجذام. بعد حصولها على دعم الملكة فيكتوريا والأميرة ألكسندرا، سافرت إلى روسيا للحصول على تمويل من العائلة المالكة الروسية. وعلى هذا الأساس، تمكنت من السفر إلى مصر وفلسطين وقبرص وتركيا. بحسب ما جاء في كتابها المعنون على الخيل والزلاجة نحو السيبيريين المنبوذين المصابين بالجذام، التقت هناك بطبيب إنجليزي في القسطنطينية أخبرها بالخصائص العلاجية لعشبة عُثِر عليها في سيبيريا. مع هذه المعلومات بحوزتها، قررت مارسدن السفر إلى سيبيريا.

## رحلتها إلى سيبيريا
أبحرت من إنجلترا إلى موسكو على متن السفينة التجارية باراماتا. تمكنت مارسدن من ترتيب لقاء مع تسارينا بعد وصولها إلى موسكو في نوفمبر عام 1890. أعطتها تسارينا رسالة تشجع كل من قرأها لمساعدة مارسدن في خططها للتحقيق في الجذام في سيبيريا. اتخذت مارسدن احتياطاتها كاملةً بما في ذلك الملابس السميكة لدرجة أن الأمر استغرق ثلاثة رجال لحمل أمتعتها إلى الزلاجة في الطريق. وقالت إنها لم تستطع ثني ساقيها في ذلك الزي. أخذت مارسدن 18 كغ من حلوى البودنغ الخاصة بعيد الميلاد. تم تبرير هذه الإضافة غير العادية من قِبَل مارسدن لأنه كان معروفًا عنها أنها تهتم بصحتها، لكنها أحبتها جدًا. انطلقت في رحلتها بعد ثلاثة أشهر مع مساعدة ومترجمة تُدعى آدا فيلد.
استغرقت رحلتها حوالي 11000 ميل (18000 كيلومتر) عبر روسيا، بالقطار والزلاجة ثم بالقارب. اضطرت بعدها إلى إيقاف رحلتها بالقرب من أومسك بعد إصابتها بمرض.
قدمت مساعدتها في السجون التي مرت بها في أثناء رحلتها وقدمت الطعام للسجناء الروس أثناء سفرهم إلى المنفى مع حصص غذائية مزدوجة للنساء اللواتي رافقهن أو المدانات منهن. مع اقتراب عيد ميلادها في مايو، وصلت مارسدن إلى إيركوتسك وشكلت لجنة لمعالجة مشكلة الجذام. ثم سافرت أسفل نهر لينا إلى ياكوتسك حيث حصلت على العشبة التي اعتقدت أنها قد تكون علاجًا للجذام. على الرغم من أن العشبة لم تجلب العلاج الذي كانت تأمله، إلا أنها استمرت في العمل بين المصابين بالجذام في سيبيريا.
في عام 1892، أصبحت زميلة في الجمعية الجغرافية المَلَكية وأعطتها الملكة فيكتوريا دبوسًا مزخرفًا على شكل ملاك. في عام 1893، سافرت مارسدن إلى شيكاغو لحضور المعرض العالمي الكولومبي. كان لديها كشكًا خاصًا في مبنى المرأة وألقت هناك محاضرة عن رحلاتها (تسمى «الجذام») ضمن مؤتمر المرأة، الذي عقد في المبنى ذاته.
في عام 1895، أسست مارسدن مؤسسة خيرية، ما تزال نشطة حتى اليوم، تُعرف الآن باسم نقابة القديس فرانسيس لمرض الجذام. في عام 1897، عادت إلى سيبيريا حيث افتتحت مستشفى لعلاج الجذام في فيليويسك. لم تتعافى تمامًا من رحلتها، لكنها قدمت روايتها عنها في كتابها على الخيل والزلاجة نحو السيبيريين المنبوذين المصابين بالجذام الذي نُشر عام 1893.
توفيت مارسدن في لندن في 26 مارس عام 1931 ودُفنت في مقبرة هيلينغدون في أوكسبريدج في 31 مارس. كان قبرها مغطى بالشجيرات الكبيرة لسنوات طويلة. ثم تم تنظيفه حيث أصبح من الممكن الآن الوصول إلى قبرها والقبور المجاورة الأخرى.
تم وضع النصب التذكاري لكيت مارسدن في 3 سبتمبر عام 2019.